# Nati nel 1928/Giugno
| Questa pagina contiene informazioni ricavate automaticamente dalle voci biografiche con l'ausilio del template Bio e di un bot. L'aggiornamento è periodico e automatico e ricostruisce completamente la pagina. Se manca una persona in questa lista, sei pregato di non aggiungerla, ma accertati piuttosto che la sua voce biografica contenga il template Bio e che i dati anagrafici siano correttamente compilati. Se il template Bio manca, inseriscilo tu stesso o, in alternativa, metti l'avviso {{tmp\|Bio}} che ne segnala la mancanza. Se i dati riportati sono sbagliati, correggi direttamente la voce biografica; le modifiche saranno visibili in questa lista entro pochi giorni. Per chiarimenti vedi il progetto biografie. La lista contiene solo le 193 persone che sono citate nell'enciclopedia e per le quali è stato implementato correttamente il template Bio. Pagina aggiornata al 10 ago 2025. |

- 1º giugno - Georgij Timofeevič Dobrovol'skij, cosmonauta sovietico († 1971)
- 1º giugno - Anna Farova, storica e critica d'arte ceca († 2010)
- 2 giugno - Stig Claesson, scrittore svedese († 2008)
- 2 giugno - Luigi Gerardo Napolitano, ingegnere italiano († 1991)
- 2 giugno - George Wearring, cestista canadese († 2013)
- 3 giugno - Vilda Ciurlo, regista, drammaturga e attrice italiana († 2003)
- 3 giugno - Sergio Ghiatto, canottiere italiano († 2012)
- 3 giugno - Donald Judd, artista statunitense († 1994)
- 3 giugno - Amos Luzzatto, scrittore, saggista e chirurgo italiano († 2020)
- 3 giugno - Tommy O'Keefe, cestista e allenatore di pallacanestro statunitense († 2015)
- 4 giugno - Edmo Fenoglio, regista, sceneggiatore e traduttore italiano († 1996)
- 4 giugno - Paul Greening, ammiraglio britannico († 2008)
- 4 giugno - Teddy Kotick, contrabbassista statunitense († 1986)
- 4 giugno - Musa al-Sadr, religioso e politico libanese († 1978)
- 4 giugno - Felice Resta, ex calciatore italiano
- 4 giugno - Amedeo Salerno, dirigente sportivo italiano († 2023)
- 4 giugno - Ruth Westheimer, divulgatrice scientifica, sessuologa e sociologa statunitense († 2024)
- 5 giugno - André Corboz, docente svizzero († 2012)
- 5 giugno - Judy-Joy Davies, nuotatrice australiana († 2016)
- 5 giugno - Ken Hahn, pallanuotista statunitense († 2006)
- 5 giugno - Srđan Kalember, cestista e allenatore di pallacanestro jugoslavo († 2016)
- 5 giugno - Robert Lansing, attore statunitense († 1994)
- 5 giugno - Umberto Maglioli, pilota automobilistico italiano († 1999)
- 5 giugno - Gianfranco Papini, allenatore di calcio e calciatore italiano
- 5 giugno - Adriana Pasquali, avvocata e politica italiana († 2020)
- 5 giugno - Edson Perri, pallanuotista brasiliano († 2025)
- 5 giugno - Tony Richardson, regista e produttore cinematografico inglese († 1991)
- 5 giugno - Antonio Taramelli, politico italiano († 1989)
- 5 giugno - Georg von Waldburg zu Zeil und Trauchburg, principe e imprenditore tedesco († 2015)
- 6 giugno - George Deukmejian, politico statunitense († 2018)
- 6 giugno - Ed Fury, attore e culturista statunitense († 2023)
- 6 giugno - Janusz Gniatkowski, cantante polacco († 2011)
- 6 giugno - Alfredo Paolella, antropologo e medico italiano († 1978)
- 6 giugno - Elio Sgreccia, cardinale, vescovo cattolico e teologo italiano († 2019)
- 6 giugno - Emiliano Tardif, presbitero canadese († 1999)
- 7 giugno - Dave Bowen, allenatore di calcio e calciatore gallese († 1995)
- 7 giugno - James Ivory, regista, sceneggiatore e produttore cinematografico statunitense
- 7 giugno - Giancarlo Masini, giornalista e scrittore italiano († 2003)
- 7 giugno - George Oelkers, cestista canadese († 2018)
- 7 giugno - Anthony Ortega, clarinettista, sassofonista e flautista statunitense († 2022)
- 7 giugno - Reg Park, culturista e attore inglese († 2007)
- 7 giugno - Charles Strouse, compositore e paroliere statunitense († 2025)
- 7 giugno - Randy Turpin, pugile inglese († 1966)
- 8 giugno - Piercarlo Beroldi, tiratore a segno italiano († 2015)
- 8 giugno - Cesare Biglia, politico e avvocato italiano († 2001)
- 8 giugno - Willy Buer, calciatore norvegese († 2022)
- 8 giugno - Gustavo Gutiérrez, presbitero e teologo peruviano († 2024)
- 8 giugno - Johnny Hart, dirigente sportivo, allenatore di calcio e calciatore inglese († 2018)
- 8 giugno - Kate Wilhelm, scrittrice statunitense († 2018)
- 9 giugno - Carlos Bru, cestista e allenatore di pallacanestro messicano († 2016)
- 9 giugno - Ugo Ciappina, criminale italiano († 2023)
- 9 giugno - David Gill, regista britannico († 1997)
- 9 giugno - Jackie Mason, comico, cantante e attore statunitense († 2021)
- 9 giugno - Isabel Mirrow Brown, ballerina statunitense († 2014)
- 10 giugno - Wilbur Cush, calciatore nordirlandese († 1981)
- 10 giugno - Carl Dahlhaus, musicologo tedesco († 1989)
- 10 giugno - Ilkka Koski, pugile finlandese († 1993)
- 10 giugno - Philip Levine, poeta statunitense († 2015)
- 10 giugno - Branko Mikulić, politico jugoslavo († 1994)
- 10 giugno - Maurice Sendak, scrittore e illustratore statunitense († 2012)
- 10 giugno - William Ayres Ward, egittologo statunitense († 1996)
- 11 giugno - John Edwards Hill, zoologo britannico († 1997)
- 11 giugno - Duilio Magnani, prete e esperantista italiano († 2010)
- 11 giugno - Fabiola de Mora y Aragón, regina belga († 2014)
- 11 giugno - Alan Paterson, altista britannico († 1999)
- 11 giugno - Don Slocum, cestista statunitense († 1997)
- 11 giugno - José Maria Zabalza, regista e sceneggiatore spagnolo († 1985)
- 12 giugno - Vic Damone, cantante statunitense († 2018)
- 12 giugno - Aureliano Galeazzo, partigiano italiano († 1944)
- 12 giugno - Lew Gallo, attore, produttore televisivo e produttore cinematografico statunitense († 2000)
- 12 giugno - Bernie Hamilton, attore statunitense († 2008)
- 12 giugno - Tom Rosqui, attore statunitense († 1991)
- 12 giugno - Richard M. Sherman, compositore e paroliere statunitense († 2024)
- 13 giugno - Ken Behring, imprenditore statunitense († 2019)
- 13 giugno - Giacomo Biffi, cardinale e arcivescovo cattolico italiano († 2015)
- 13 giugno - Li Ka Shing, imprenditore hongkonghese
- 13 giugno - John Nash, matematico statunitense († 2015)
- 13 giugno - Theodor Schober, cestista e allenatore di pallacanestro tedesco († 2023)
- 14 giugno - Pierre Badel, regista francese († 2013)
- 14 giugno - José Bonaparte, paleontologo argentino († 2020)
- 14 giugno - Robert Brout, fisico belga († 2011)
- 14 giugno - Nicole Drouin, modella francese († 2010)
- 14 giugno - Che Guevara, rivoluzionario, guerrigliero e scrittore argentino († 1967)
- 14 giugno - Edwin Marian, attore e regista tedesco († 2018)
- 14 giugno - Mino Pecorelli, giornalista, avvocato e scrittore italiano († 1979)
- 14 giugno - Michel Valette, cabarettista, attore e compositore francese († 2016)
- 15 giugno - Irenäus Eibl-Eibesfeldt, etologo austriaco († 2018)
- 15 giugno - Morgan Jones, attore statunitense († 2012)
- 15 giugno - Adele Leigh, soprano inglese († 2004)
- 15 giugno - Ezio Lombardi, ex calciatore italiano
- 15 giugno - Dino Riva, politico italiano († 2010)
- 15 giugno - Gilberto Salmoni, scrittore e superstite dell'Olocausto italiano
- 15 giugno - Kalevi Viskari, ginnasta finlandese († 2018)
- 16 giugno - Ida Carrara, attrice italiana († 2013)
- 16 giugno - Jerome Cavanagh, politico statunitense († 1979)
- 16 giugno - Sergiu Comissiona, direttore d'orchestra e violinista rumeno († 2005)
- 16 giugno - Annie Cordy, attrice e cantante belga († 2020)
- 16 giugno - John Cuneo, velista australiano († 2020)
- 16 giugno - Saverio D'Aquino, politico e medico italiano († 1997)
- 16 giugno - Speedy Long, politico statunitense († 2006)
- 16 giugno - Giuseppe Reina, avvocato e politico italiano († 2010)
- 16 giugno - Umberto Riva, architetto e designer italiano († 2021)
- 16 giugno - Dagmar Rom, sciatrice alpina austriaca († 2022)
- 17 giugno - Juan María Bordaberry, politico uruguaiano († 2011)
- 17 giugno - Nejat Diyarbakırlı, cestista turco († 2017)
- 17 giugno - M'hamed Issiakhem, pittore algerino († 1985)
- 17 giugno - Peter Seiichi Shirayanagi, cardinale e arcivescovo cattolico giapponese († 2009)
- 18 giugno - Michael Blakemore, regista teatrale australiano († 2023)
- 18 giugno - Claudio Corti, alpinista italiano († 2010)
- 18 giugno - Alfred James Jolson, vescovo cattolico statunitense († 1994)
- 18 giugno - Stan Lynn, calciatore inglese († 2002)
- 18 giugno - Maggie McNamara, attrice e modella statunitense († 1978)
- 18 giugno - Karel Mejta, canottiere cecoslovacco († 2015)
- 18 giugno - Enrico Motta, ex calciatore italiano
- 19 giugno - Hans Blumer, nuotatore svizzero († 2021)
- 19 giugno - Alfredo Cifariello, pittore italiano († 2015)
- 19 giugno - Tommy DeVito, cantante e musicista statunitense († 2020)
- 19 giugno - Jacques Dupont, ciclista su strada e pistard francese († 2019)
- 19 giugno - Nancy Marchand, attrice statunitense († 2000)
- 19 giugno - Margaret Maughan, arciera e nuotatrice britannica († 2020)
- 19 giugno - Pedro Rodríguez, calciatore uruguaiano
- 19 giugno - Adolfo Sarti, politico italiano († 1992)
- 19 giugno - Evgenij Firsovič Šerstobitov, regista sovietico († 2008)
- 20 giugno - Enrique Baliño, cestista uruguaiano († 2018)
- 20 giugno - Gino Bramieri, comico, attore e cabarettista italiano († 1996)
- 20 giugno - Eric Dolphy, polistrumentista e compositore statunitense († 1964)
- 20 giugno - Lajoš Engler, cestista jugoslavo († 2020)
- 20 giugno - Martin Landau, attore statunitense († 2017)
- 20 giugno - Jean-Marie Le Pen, politico francese († 2025)
- 20 giugno - Luigi de Nardis, critico letterario, filologo e francesista italiano († 1999)
- 21 giugno - Margit Bara, attrice ungherese († 2016)
- 21 giugno - Anna-Lisa Eriksson, fondista svedese († 2012)
- 21 giugno - Armando Foschi, politico italiano († 2023)
- 21 giugno - Wolfgang Haken, matematico tedesco († 2022)
- 21 giugno - Ron Hewitt, calciatore gallese († 2001)
- 21 giugno - Fiorella Mari, attrice italiana († 1983)
- 21 giugno - Judith Raskin, soprano statunitense († 1984)
- 21 giugno - Clifford Scott, sassofonista e flautista statunitense († 1993)
- 22 giugno - Ian Bannen, attore britannico († 1999)
- 22 giugno - Joan Canals, cestista spagnolo († 2018)
- 22 giugno - Dwight Hooker, fotografo e architetto statunitense († 2015)
- 22 giugno - Kang Joon-ho, pugile sudcoreano († 1990)
- 22 giugno - Alison e Peter Smithson, architetto inglese († 1993)
- 22 giugno - Mariano Tolentino, cestista filippino († 1998)
- 22 giugno - Ralph Waite, attore statunitense († 2014)
- 23 giugno - Renato Barneschi, scrittore e giornalista italiano († 1987)
- 23 giugno - Sam Ranzino, cestista statunitense († 1994)
- 23 giugno - Michael Shaara, scrittore statunitense († 1988)
- 24 giugno - Yvan Delporte, fumettista e editore belga († 2007)
- 24 giugno - Larry Foust, cestista statunitense († 1984)
- 24 giugno - Lester Grinspoon, psichiatra e editore statunitense († 2020)
- 24 giugno - Kaj Hjelm, attore svedese († 1983)
- 24 giugno - Esmeralda Ruspoli, attrice e pittrice italiana († 1988)
- 25 giugno - Aleksej Alekseevič Abrikosov, fisico russo († 2017)
- 25 giugno - Nicola Adamo, politico italiano († 1980)
- 25 giugno - Michel Brault, regista e direttore della fotografia canadese († 2013)
- 25 giugno - Serafín R. Cuevas, giurista e avvocato filippino († 2014)
- 25 giugno - Peyo, fumettista belga († 1992)
- 25 giugno - Eleazar Jiménez, scacchista cubano († 2000)
- 25 giugno - Seki Matsunaga, calciatore giapponese († 2013)
- 25 giugno - William Russo, musicista, compositore e arrangiatore statunitense († 2003)
- 25 giugno - Gennaro Sasso, filosofo e storico della filosofia italiano
- 25 giugno - Alex Toth, fumettista e animatore statunitense († 2006)
- 25 giugno - Nito Veiga, allenatore di calcio e calciatore argentino († 2004)
- 25 giugno - Moray Watson, attore inglese († 2017)
- 26 giugno - Emilio Andina, rugbista a 15 italiano († 2015)
- 26 giugno - Jacob Druckman, compositore statunitense († 1996)
- 26 giugno - Marcella Jeandeau, velocista italiana († 2018)
- 26 giugno - Yoshiro Nakamatsu, inventore giapponese
- 26 giugno - Bill Sheffield, politico statunitense († 2022)
- 26 giugno - René Steurbaut, cestista belga († 2019)
- 27 giugno - Verdi Barberis, sollevatore australiano († 2005)
- 27 giugno - Gerardo Cortés, pentatleta cileno
- 27 giugno - David Mercer, drammaturgo e sceneggiatore britannico († 1980)
- 27 giugno - Rudy Perpich, politico statunitense († 1995)
- 27 giugno - Antoinette Spaak, politica belga († 2020)
- 27 giugno - Josy Stoffel, ginnasta lussemburghese († 2021)
- 28 giugno - Roberto Belangero, calciatore e allenatore di calcio brasiliano († 1996)
- 28 giugno - John Stewart Bell, fisico britannico († 1990)
- 28 giugno - Claus Biederstaedt, attore, doppiatore e regista teatrale tedesco († 2020)
- 28 giugno - Hans Blix, politico, giurista e funzionario svedese
- 28 giugno - Stan Dargis, cestista lituano († 2004)
- 28 giugno - Don Dubbins, attore statunitense († 1991)
- 28 giugno - Aurelio Santagostino, calciatore italiano († 2004)
- 28 giugno - Tina Zuccoli, insegnante, viaggiatrice e fotografa italiana († 2006)
- 29 giugno - Pier Giovanni Anchisi, attore e sceneggiatore italiano († 2012)
- 29 giugno - Alfredo Biondi, politico e avvocato italiano († 2020)
- 29 giugno - Tommy Cavanagh, allenatore di calcio e calciatore inglese († 2007)
- 29 giugno - Giovanni Ferrara, scrittore, storico e politico italiano († 2007)
- 29 giugno - Gaspare Vella, psichiatra italiano († 2009)
- 30 giugno - Giorgio Genel, arbitro di calcio italiano († 1993)
- 30 giugno - Anthony Keane, schermidore statunitense († 2016)
- 30 giugno - Stanislao Nievo, scrittore, poeta e giornalista italiano († 2006)